# 慕容柔
慕容柔（4世纪—393年），昌黎棘城（今辽宁省义县西北）人，后燕宗室，慕容垂的兒子，生母是慕容垂的爱姬。自幼被慕容垂送给了宦官宋牙收养。
384年，苻坚杀掉叛乱的鲜卑人，慕容柔因被宦官宋牙养为子而没有被杀，与哥哥太子慕容宝的儿子慕容盛乘机逃出，投奔慕容冲。385年，慕容冲在阿房宫即皇帝位。慕容盛对慕容柔说：“夫十人之长，亦须才过九人，然后得安。今中山王才不逮人，功未有成，而骄汰已甚，殆难济乎！”慕容冲果然很快被杀，慕容柔、慕容盛以及慕容盛的弟弟慕容会又投靠慕容永。慕容盛指出三人是慕容垂子孙，正被世系疏远的慕容永猜疑，不如投奔祖父慕容垂。387年，他们从长子县一起逃回了后燕。不久慕容永果然尽杀治下的慕容儁、慕容垂子孙。慕容垂封慕容柔为阳平王，慕容盛为长乐公，慕容会为清河公。389年正月，慕容垂命令阳平王慕容柔镇守襄国。393年正月，后燕阴平孝王慕容柔去世。